# Atanasia Tsumeleka
Atanasia Tsumeleka (gr. Αθανασία Τσουμελέκα; ur. 2 stycznia 1982 w Prewezie) – grecka lekkoatletka specjalizująca się w chodzie na 20 km. Uczestniczka igrzysk w Atenach i Pekinie. Mistrzyni olimpijska w chodzie na 20 km z 2004 roku.
W styczniu 2009 po Igrzyskach Olimpijskich w Pekinie opublikowano badania, które wykazały, że zawodniczka stosowała niedozwolone środków dopingowe – w organizmie Greczynki znaleziono środek o skrótowej nazwie CERA, ulepszony derywat erytropoetyny. Grecka Federacja Lekkoatletyczna zawiesiła Tsoumelekę na dwa lata od 20 stycznia 2009 do 20 stycznia 2011 oraz anulowano jej wyniki z igrzysk w Pekinie.
Rekord życiowy w chodzie na 20 kilometrów: 1:29:12 (23 sierpnia 2004, Ateny). Zawodniczka jest aktualną rekordzistką Grecji w chodzie na 10 000 metrów (44:10,02 w 2004).

## Osiągnięcia
| Rok  | Impreza                           | Miejsce    | Konkurencja      | Lokata      | Wynik    |
| ---- | --------------------------------- | ---------- | ---------------- | ----------- | -------- |
| 2000 | Mistrzostwa świata juniorów       | Santiago   | chód na 10 000 m | 4. miejsce  | 47:10,96 |
| 2001 | Mistrzostwa Europy juniorów       | Grosseto   | chód na 10 000 m | 2. miejsce  | 46:29,20 |
| 2001 | Puchar Europy w chodzie sportowym | Dudince    | chód na 10 km    | 4. miejsce  | 46:43    |
| 2002 | Mistrzostwa Europy                | Monachium  | Chód na 20 km    | 9. miejsce  | 1:31:25  |
| 2003 | Młodzieżowe mistrzostwa Europy    | Bydgoszcz  | Chód na 20 km    | 1. miejsce  | 1:33:55  |
| 2003 | Mistrzostwa świata                | Paryż      | Chód na 20 km    | 7. miejsce  | 1:29:34  |
| 2004 | Igrzyska olimpijskie              | Ateny      | Chód na 20 km    | 1. miejsce  | 1:29:12  |
| 2005 | Mistrzostwa świata                | Helsinki   | Chód na 20 km    | DSQ         | –        |
| 2008 | Puchar Świata w chodzie sportowym | Czeboksary | Chód na 20 km    | 14. miejsce | 1:30:40  |
| 2008 | Igrzyska olimpijskie              | Pekin      | Chód na 20 km    | –           |          |